# Crónicas de Inglaterra

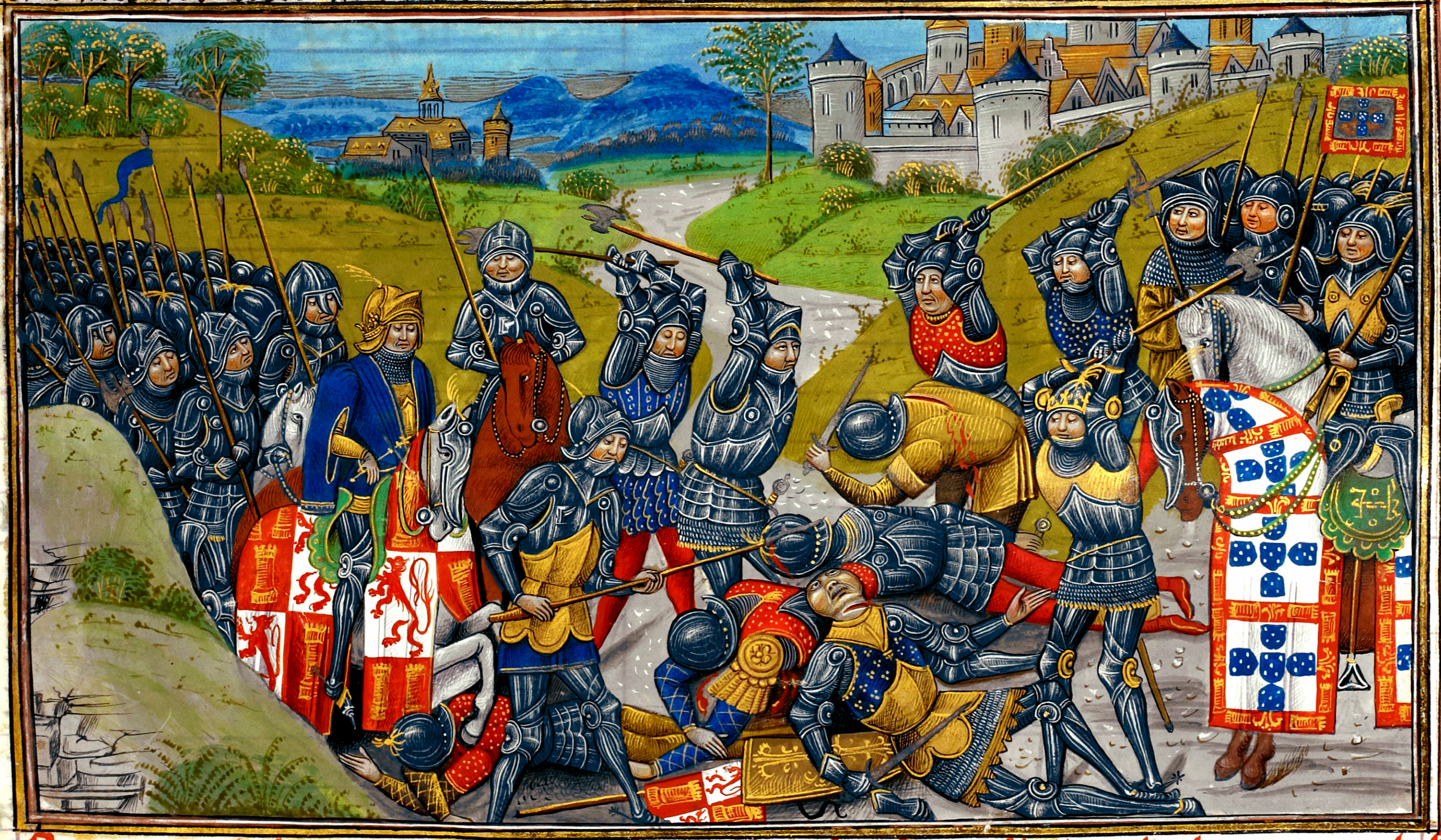
A batalha de Aljubarrota iluminada no manuscrito das Crónicas de Inglaterra (Castela vs Portugal, 1385).

As Crónicas de Inglaterra, cujo título original em francês é Recueil des Croniques et Anchiennes Istories de la Grant Bretaigne, à présent nommé Engleterre, é uma crónica escrita por Jean de Wavrin, cavaleiro e escrivão do século XV. Escrito em francês médio, destina-se a ser uma história da Inglaterra, um reino que Wavrin lamenta como não tendo história na altura em que escreve. Este projeto foi inspirado pelo seu sobrinho, Waleran de Wavrin, tenente e capitão-geral da frota de Filipe III, Duque de Borgonha em Constantinopla. A obra foi criada ao final de sua vida, uma vez que se detém na data aproximada da morte do autor.